# ФК „Стад Лозана Уши“
ФК „Стад Лозана Уши“ (на френски: FC Stade Lausanne Ouchy) е швейцарски футболен клуб от град Лозана, столицата на кантона Во. Отборът е основан в бившия град Уши, сега част от Лозана.
Отборът играе на стадион Стад Олимпик дьо ла Понтез, побиращ 15 850 зрители.
Клубните цветове са червено и черно.
Клубът е основан през 1895 година след обединението на ФК „Ла Вила Уши“, „Уши Олимпик“ и ФК „Стад Лозана“.

## Успехи
- Швейцарска Суперлига:
  - 12-то (1): 2023/24
- Суис Промосион лиг (3-то ниво):
  -  Шампион (1): 2019
- Купа на Швейцария:
  - 1/8 финал (2): 2019/20, 2021/22